# Нур-Баткен
Нур-Баткен (кирг. Нур-Баткен футбол клубу) — киргизский футбольный клуб из Баткена, выступающий в Национальной лиге Кыргызстана.  Клуб основан в 2018 году, играет на Центральном стадионе города Баткен. В 2022 году команда выступала в Киргизской премьер-лиге — высшем дивизионе киргизского футбола.

## История
Клуб был основан в 2018 году и официально зарегистрирован в Министерстве юстиции 29 апреля 2019 года.
Дебютировал внутри страны в 2019 году Национальной лиге, втором дивизионе киргизского футбола, где занял 4-е место из 10 команд. В том же году клуб занял 2-е место на Кубке акима Ферганы. После отмены сезона 2020 года из-за COVID-19 команда выиграла Национальную Лигу в 2021 году, что привело к их выходу в Премьер-лигу. Сезон-2022 в Премьер-Лиге команда завершила на 7-м месте. В межсезонье было объявлено о прекращении выступлении клуба в Премьер-Лиге в связи с финансовыми обстоятельствами. В 2023 году команда вновь выступает в Национальной лиге Кыргызстана.
Команда позиционировала себя как народный футбольный клуб. На протяжении всего сезона в Премьер-Лиге клуб финансировался в том числе фанатами команды и жителями Баткенской области.

## Награды
- Кубок акима Ферганы
  - Победители (1): 2019

## Тренеры
- Бакытбек Маматов (2022 — н. в.)